# 1518 Rovaniemi
1518 Rovaniemi је астероид главног астероидног појаса чија средња удаљеност од Сунца износи 2,225 астрономских јединица (АЈ).
Апсолутна магнитуда астероида је 12,3.